# 꼰러이현
꼰러이현(베트남어: Huyện Kon Rẫy / 縣公瑞)은 베트남 중부 고원 지방 꼰뚬성의 현이다.

## 행정 구역
꼰러이현은 1시진, 6사를 관할하고 있다.

### 시진
- 닥르베 시진 (Thị trấn Đắk Rve)

### 사
- 닥꼬이사 (Xã Đắk Kôi, 得圭社)
- 닥쁘네사 (Xã Đắk Pne)
- 닥루옹사 (Xã Đắk Ruồng, 得容社)
- 닥떨룽사 (Xã Đắk Tơ Lung, 得思隴社)
- 닥떠레사 (Xã Đắk Tờ Re, 得思熱社)
- 떤럽사 (Xã Tân Lập, 新立社)